# Riberas del Río Cea
Riberas del Río Cea este o arie protejată (arie specială de conservare — SAC, sit de importanță comunitară — SCI) din Spania întinsă pe o suprafață de 876,85 ha, integral pe uscat.

## Localizare
Centrul sitului Riberas del Río Cea este situat la coordonatele 42°14′28″N 5°10′00″W / 42.2412°N 5.1666°V.

## Înființare
Situl Riberas del Río Cea a fost declarat sit de importanță comunitară în august 2000 pentru a proteja 7 specii de animale. Situl a fost protejat și ca arie specială de conservare în septembrie 2015.

## Biodiversitate
Situată în ecoregiunea mediteraneană, aria protejată conține 7 habitate naturale: Pajiști umede mediteraneene cu ierburi înalte de Molinio-Holoschoenion, Galerii de Salix alba și de Populus alba, Cursuri de apă de la nivel de câmpie la nivel montan, cu vegetație Ranunculion fluitantis și Callitricho-Batrachion, Păduri aluvionare cu Alnus glutinosa și Fraxinus excelsior (Alno-Padion, Alnion incanae, Salicion albae), Liziere de ierburi înalte hidrofile de câmpie și de nivel montan până la alpin, Râuri mediteraneene cu debit permanent și vegetație de Glaucium flavum, Râuri cu maluri nămoloase cu vegetație de Chenopodion rubri p.p. și Bidention p.p..
La baza desemnării sitului se află mai multe specii protejate:
- amfibieni (1): Discoglossus galganoi
- mamifere (2): vidră de râu (Lutra lutra), liliac comun (Myotis myotis)
- nevertebrate (1): Coenagrion mercuriale
- pești (3): Achondrostoma arcasii, Cobitis calderoni, Pseudochondrostoma duriense

Pe lângă speciile protejate, pe teritoriul sitului au mai fost identificate 6 specii de amfibieni, 6 specii de mamifere, 5 specii de nevertebrate, 2 specii de pești.